# 藍摺

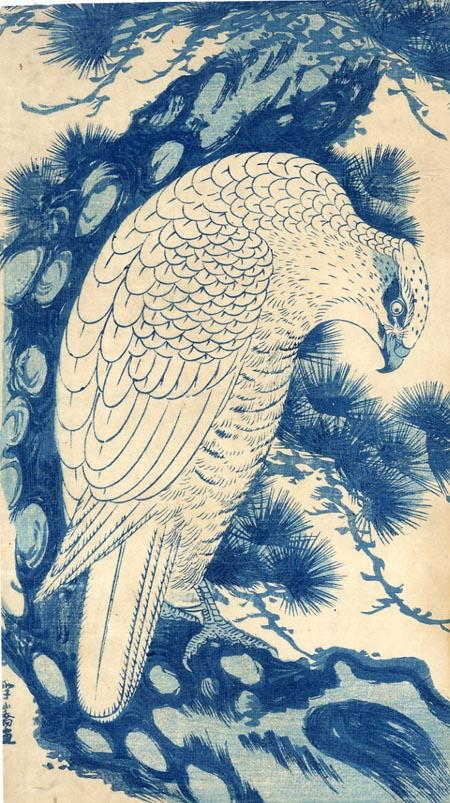
藍摺の作例。沢雪嶠画。

藍摺(あいずり)とは、江戸時代の浮世絵における様式のひとつ。藍絵(あいえ)、藍摺絵(あいずりえ)ともいう。

## 概要
濃淡の藍色のみで、あるいはこれに少量の紅や黄色を限定的に加えて作画したものをいう。実際には濃淡に分けた藍色で版を重ねた錦絵の一種であり、また歌川広重の「両国の宵月」のように、藍の上にさらに紅を加えた作もある。文政（1818年‐1830年）末に当時「ベロ藍」と呼ばれたペルシャ藍(プルシアンブルー)が大量輸入されると、文政12年（1829年）から狂歌摺物に多く用いられるようになった。それを見て渓斎英泉は藍のみの諧調を使用し、風景画の団扇絵「唐土山水」(ブルックリン美術館所蔵)シリーズ(版元は伊勢屋惣兵衛)を制作したところ、その斬新な色調が大衆の人気を得た。
天保の改革による奢侈禁止令の結果、錦絵の彩色が制限されたのを背景に1830年代から作られ始め、強い藍による清新な感覚が受け大流行となった。天保元年から天保3年に刊行された葛飾北斎の「冨嶽三十六景」(甲州石班澤の初摺)などは藍摺の代表作とされ、同じく北斎の天保5年の中判花鳥画10枚揃のうち「鶯　垂桜」の作例もある。